# Batz-sur-Mer
Batz-sur-Mer (bretonsko Bourc'h-Baz) je obmorsko naselje in občina v francoskem departmaju Loire-Atlantique regije Loire. Leta 2012 je naselje imelo 3.030 prebivalcev.

## Geografija
Kraj leži v pokrajini Bretaniji na polotoku Croisic ob Atlantskem oceanu, 25 km zahodno od Saint-Nazaira. Severno od kraja se nahajajo soline Guérande.

## Uprava
Občina Batz-sur-Mer skupaj s sosednjimi občinami La Baule-Escoublac, Le Croisic, Le Pouliguen, Pornichet in Saint-André-des-Eaux sestavlja kanton Baule-Escoublac; slednji se nahaja v okrožju Saint-Nazaire.

## Zanimivosti
- kapela Notre-Dame-du-Mûrier iz 15. stoletja, francoski zgodovinski spomenik od leta 1862,
- cerkev sv. Gvenola Landeveneškega iz 15. in 16. stoletja, zgrajena na mestu nekdanje starejše cerkve sv. Cira in Julite, zgodovinski spomenik od leta 1909,
- na ozemlju občine se nahaja več megalitskih struktur, kot je menhir na plaži Saint-Michel Pierre longue, križ Croix des Douleurs, zgodovinski spomenik od leta 1944,
- stare cisterne iz začetka 17. stoletja Citernes antiques de Trémonday, zgodovinski spomenik od leta 1918,
- vojni muzej - bunker, del nekdanjega Atlantskega zidu iz druge svetovne vojne,
- muzej solin, ustanovljen leta 1887; ozemlje Batz-sur-Mera skupaj s sosednjimi ozemlji predstavlja del območja solin Guérande in Mès - mokrišč, zaščitenih z Ramsarsko konvencijo iz leta 1995. Hkrati predstavlja naravno okolje ekološkega, rastlinskega in živalskega pomena, vključeno v Naturo 2000.

## Pobratena mesta
- Salies-de-Béarn (Pyrénées-Atlantiques, Akvitanija);